# Аленвил (Ивлен)
Аленвил (фр. Allainville) насеље је и општина у северном делу централне Француске у региону Париски регион, у департману Ивлен која припада префектури Рамбује.
По подацима из 2011. године у општини је живело 298 становника, а густина насељености је износила 18,28 становника/km². Општина се простире на површини од 16,30 km². Налази се на средњој надморској висини од 154 метара (максималној 159 m, а минималној 145 m).

## Демографија
| 1962. | 1968. | 1975. | 1982. | 1990. | 1999. | 2011. |
| ----- | ----- | ----- | ----- | ----- | ----- | ----- |
| 243   | 189   | 189   | 181   | 273   | 293   | 298   |

График промене броја становника у току последњих година